# Libcentro 2016
La Temporada 2016 de la Libcentro fue la 11.ª edición de esta competición para clubes de básquetbol de Chile ubicados entre las regiones de Valparaíso y del Biobío.

## Sistema de campeonato
El torneo comienza con una fase regular en donde juegan todos contra todos en partidos de ida y vuelta. En la segunda fase, los mejores ocho clasificados se agrupan en cuatro llaves al mejor de cinco partidos. Los ganadores clasifican al cuadrangular final, en donde el campeón y subcampeón clasifican a la Copa Chile contra los mejores de la Liga Saesa.
Para esta edición se entregan dos cupos deportivos para la Liga Nacional de Básquetbol, que se decidirán entre los dos mejores equipos que no estén clasificados previamente a la liga nacional.

## Equipos participantes
| Equipo                    | Ciudad       | Gimnasio                  |
| ------------------------- | ------------ | ------------------------- |
| Brisas                    | Santiago     | Club Brisas               |
| Deportivo Alemán          | Concepción   | Polideportivo Alemán      |
| Español de Talca          | Talca        | Cendyr Sur                |
| Liceo Curicó              | Curicó       | Abraham Milad             |
| Los Leones de Quilpué     | Quilpué      | Colegio Los Leones        |
| Municipal Santiago        | Santiago     | Boston College            |
| Municipal Puente Alto     | Santiago     | Municipal Irene Velásquez |
| Palestino                 | Santiago     | Estadio Palestino         |
| Sportiva Italiana         | Valparaíso   | Fortín Prat               |
| Tinguiririca              | San Fernando | Municipal                 |
| Universidad Católica      | Santiago     | Estadio Palestino         |
| Universidad de Concepción | Concepción   | Casa del Deporte          |

Equipos por región
| Región        | Cantidad | Equipos                                                                             |
| ------------- | -------- | ----------------------------------------------------------------------------------- |
| Metropolitana | 5        | Brisas, Municipal Santiago, Municipal Puente Alto, Palestino y Universidad Católica |
| Valparaíso    | 2        | Los Leones de Quilpué y Sportiva Italiana                                           |
| Maule         | 2        | Español de Talca y Liceo Curicó                                                     |
| Biobío        | 2        | Deportivo Alemán y Universidad de Concepción                                        |
| O'Higgins     | 1        | Tinguiririca                                                                        |

## Resultados

### Fase regular
Clave: Pts: Puntos; PJ: Partidos jugados; PG: Partidos ganados; PP: Partidos Perdidos; Dif: diferencia puntos a favor y en contra; En celeste: Clasificados a cuadrangular final.
Fecha de actualización: 23 de julio de 2016.
| Pos | Equipo                    | Pts | PJ | PG | PP |
| --- | ------------------------- | --- | -- | -- | -- |
| 1   | Tinguiririca              | 42  | 22 | 20 | 2  |
| 2   | Los Leones de Quilpué     | 41  | 22 | 19 | 3  |
| 3   | Universidad de Concepción | 40  | 22 | 18 | 4  |
| 4   | Municipal Puente Alto     | 37  | 22 | 15 | 7  |
| 5   | Español de Talca          | 34  | 22 | 12 | 10 |
| 6   | Brisas                    | 32  | 22 | 10 | 12 |
| 7   | Sportiva Italiana         | 31  | 22 | 9  | 13 |
| 8   | Municipal Santiago        | 30  | 22 | 8  | 14 |
| 9   | Palestino                 | 29  | 22 | 7  | 15 |
| 10  | Alemán                    | 27  | 22 | 5  | 17 |
| 11  | Universidad Católica      | 27  | 22 | 5  | 17 |
| 12  | Liceo Curicó              | 26  | 22 | 4  | 18 |

     Clasifican a los playoffs

### Playoffs
Fecha de actualización: 14 de agosto de 2016.
(3) Tinguiririca vs. (1) Municipal Santiago
| 6 de agosto | Tinguiririca | 57–47 | Municipal Santiago | San Fernando       |
|             |              |       |                    |                    |
|             |              |       |                    | Pabellón: Maristas |

| 7 de agosto | Tinguiririca | 70–59 | Municipal Santiago | San Fernando       |
|             |              |       |                    |                    |
|             |              |       |                    | Pabellón: Maristas |

| 13 de agosto | Municipal Santiago | 2–0 | Tinguiririca | Santiago                 |
|              |                    |     |              |                          |
|              |                    |     |              | Pabellón: Boston College |

| 14 de agosto | Municipal Santiago | 72–86 | Tinguiririca | Santiago                 |
|              |                    |       |              |                          |
|              |                    |       |              | Pabellón: Boston College |

(3) Los Leones de Quilpué vs. (0) Sportiva Italiana
| 6 de agosto | Los Leones de Quilpué | 99–64 | Sportiva Italiana | Quilpué                      |
|             |                       |       |                   |                              |
|             |                       |       |                   | Pabellón: Colegio Los Leones |

| 7 de agosto | Los Leones de Quilpué | 110–68 | Sportiva Italiana | Quilpué                      |
|             |                       |        |                   |                              |
|             |                       |        |                   | Pabellón: Colegio Los Leones |

| 13 de agosto | Sportiva Italiana | 66–106 | Los Leones de Quilpué | Valparaíso            |
|              |                   |        |                       |                       |
|              |                   |        |                       | Pabellón: Fortín Prat |

(3) Universidad de Concepción vs. (0) Brisas
| 6 de agosto | Universidad de Concepción | 75–62 | Brisas | Concepción                 |
|             |                           |       |        |                            |
|             |                           |       |        | Pabellón: Casa del Deporte |

| 7 de agosto | Universidad de Concepción | 82–65 | Brisas | Concepción                 |
|             |                           |       |        |                            |
|             |                           |       |        | Pabellón: Casa del Deporte |

| 13 de agosto | Brisas | 74–82 | Universidad de Concepción | Santiago              |
|              |        |       |                           |                       |
|              |        |       |                           | Pabellón: Club Brisas |

(3) Municipal Puente Alto vs. (1) Español de Talca
| 6 de agosto | Municipal Puente Alto | 102–77 | Español de Talca | Puente Alto                         |
|             |                       |        |                  |                                     |
|             |                       |        |                  | Pabellón: Municipal Irene Velásquez |

| 7 de agosto | Municipal Puente Alto | 85–71 | Español de Talca | Puente Alto                         |
|             |                       |       |                  |                                     |
|             |                       |       |                  | Pabellón: Municipal Irene Velásquez |

| 13 de agosto | Español de Talca | 62–53 | Municipal Puente Alto | Talca                |
|              |                  |       |                       |                      |
|              |                  |       |                       | Pabellón: Cendyr Sur |

| 14 de agosto | Español de Talca | 76–80 | Municipal Puente Alto | Talca                |
|              |                  |       |                       |                      |
|              |                  |       |                       | Pabellón: Cendyr Sur |

### Cuadrangular final
|  | Primer partido |                       |    |  |
|  |                |                       |    |  |
|  | 1              | Tinguiririca          | 62 |  |
|  | 1              | Tinguiririca          | 62 |  |
|  | 4              | Municipal Puente Alto | 55 |  |
|  | 4              | Municipal Puente Alto | 55 |  |

|  | Primer partido |                       |    |  |
|  |                |                       |    |  |
|  | 2              | Los Leones de Quilpué | 87 |  |
|  | 2              | Los Leones de Quilpué | 87 |  |
|  | 3              | U. de Concepción      | 71 |  |
|  | 3              | U. de Concepción      | 71 |  |

|  | Segundo partido |                  |    |  |
|  |                 |                  |    |  |
|  | 1               | Tinguiririca     | 80 |  |
|  | 1               | Tinguiririca     | 80 |  |
|  | 3               | U. de Concepción | 83 |  |
|  | 3               | U. de Concepción | 83 |  |

|  | Segundo partido |                       |    |  |
|  |                 |                       |    |  |
|  | 2               | Los Leones de Quilpué | 88 |  |
|  | 2               | Los Leones de Quilpué | 88 |  |
|  | 4               | Municipal Puente Alto | 76 |  |
|  | 4               | Municipal Puente Alto | 76 |  |

|  | Tercer partido |                       |    |  |
|  |                |                       |    |  |
|  | 3              | U. de Concepción      | 76 |  |
|  | 3              | U. de Concepción      | 76 |  |
|  | 4              | Municipal Puente Alto | 72 |  |
|  | 4              | Municipal Puente Alto | 72 |  |

|  | Tercer partido |                       |    |  |
|  |                |                       |    |  |
|  | 1              | Tinguiririca          | 70 |  |
|  | 1              | Tinguiririca          | 70 |  |
|  | 2              | Los Leones de Quilpué | 74 |  |
|  | 2              | Los Leones de Quilpué | 74 |  |

### Campeón
| Los Leones de Quilpué 1º título |